# Margrethe Eriksdatter von Dänemark

Familienwappen Märtas von Dänemark

Märta, offiziell Margaret (eigentlich Margrethe Eriksdatter von Dänemark), (* vermutlich zwischen 1277 und 1282; † 2. März oder 3. Oktober 1341) war eine dänische Prinzessin aus dem Haus Estridsson und als Ehefrau König Birgers Königin von Schweden. Sie galt als politisch einflussreiche Königin und war mit dem Håtunalek und dem Gastmahl von Nyköping an zwei Auseinandersetzungen zwischen ihrem Mann und seinen Brüdern beteiligt.

## Kindheit und Jugend
Märta wurde als Tochter von Erik V. Klipping von Dänemark und Agnes von Brandenburg geboren. Ihr Bruder Erik wurde nach der Ermordung des Vaters 1286 als Erik VI. Menved dänischer König. Da Erik VI. zu diesem Zeitpunkt erst 12 Jahre alt war, übernahm seine Mutter Agnes als Regentin die Macht. Sie heiratete 1293 in zweiter Ehe Gerhard II. (1254–1312), den Graf von Holstein-Plön.
Seit 1282 herrschten wieder friedliche Beziehungen zwischen den Königen von Dänemark und Schweden, und es wurde vereinbart, dass Prinzessin Märta den schwedischen Thronfolger Birger heiraten sollte. Beide waren zu diesem Zeitpunkt Kleinkinder. 1284 erteilte Papst Martin IV. die aufgrund der engen Verwandtschaft notwendige Dispens für die Eheschließung. 1288 wurde die Heiratsallianz zwischen Dänemark und Schweden in Helsingborg durch einen Ehevertrag zwischen ihrem Bruder Erik und Birgers Schwester Ingeborg Magnusdotter von Schweden weiter gefestigt. Laut der Erikskrönikan (Chroniken Eriks) verließ Märta bereits nach ihrer Verlobung Dänemark und verbrachte den Großteil ihrer Kindheit und Jugend bis zu ihrer Heirat in Schweden, wo sie von ihrer künftigen Schwiegermutter Helvig von Holstein, der Schwester des zweiten Ehemannes ihrer Mutter, erzogen wurde.

## Königin
Die Hochzeit von Märta und Birger fand am 25. November 1298 in Stockholm statt, zwei Jahre nachdem Märtas Bruder Erik sich mit Ingeborg vermählt hatte. Die bei Märtas Trauung veranstalteten Feierlichkeiten, u. a. eine Prozession von Rittern und die Aufführung von Theaterspielen durch Adlige, werden in der Erikskrönikan detailliert beschrieben. Außerdem verlieh Birger seinen Brüdern Erik und Waldemar den Herzogstitel. Märta selbst habe laut der genannten Quelle um keine andere Gunst als die Freilassung des Adligen Magnus Algotsson gebeten, der wegen seiner Beteiligung an der 1288 erfolgten Entführung einer Braut eine Gefängnisstrafe verbüßte. Dennoch wurden ihr als Morgengabe Ländereien im westlichen Uppland mit der Stadt Enköping zugewiesen. Am 2. Dezember 1302 wurde sie in Söderköping zur schwedischen Königin gekrönt.
Märta, die wohl gemeinsam mit Birger aufgewachsen war, soll eine glückliche Ehe mit ihm geführt haben; dies könnte ein Grund für den großen Einfluss sein, den sie auf ihn ausüben konnte. Auch wird ihr eine große politische Aktivität zugeschrieben. 1304 nahm sie mit ihrer Schwägerin, der dänischen Königin Ingeborg, an einem an der Grenze in Knäred oder Fagerdala abgehaltenem Treffen zwischen ihrem Gemahl Birger und ihrem Bruder Erik VI. teil. Bei dieser Gelegenheit wurde Martäs ältester, im September 1300 geborener Sohn Magnus zum Kronprinzen proklamiert.
Am 29. September 1306 wurde König Birger von seinen Brüdern, den Herzögen Erik und Waldemar, auf seinem in Håtuna am Mälaren-See gelegenen Gut besucht. Nach der Abhaltung von Festlichkeiten nahmen die beiden Herzöge Birger und dessen Gattin Märta gefangen, internierten sie in der Burg Nyköpingshus und rissen die Macht im Land an sich. Dieses Ereignis ging als Håtunaleken („Håtuna-Spiele“) in die schwedische Geschichte ein. Den Herzögen waren drei kleine Kinder des Königspaars in die Hände gefallen, während Märtas ältester Sohn Magnus nach Dänemark zu König Erik VI. entkommen konnte. In einem 1307 zwischen Erik VI. und den Herzögen geschlossenem Vertrag garantierten Letztere Märta ihre bei der Hochzeit übertragenen Ländereien. 1308 erlangten Birger und Märta ihre Freiheit wieder. Über das weitere Leben der Königin bis 1317 ist infolge des Fehlens entsprechender Ausführungen in der Erikskrönikan nichts bekannt.
Märta soll zu Weihnachten 1317 eine bedeutende Rolle beim Gastmahl von Nyköping gespielt haben, bei dem sie sich mit ihrem Gemahl an dessen beiden Brüdern rächte. Das Königspaar lud die Herzöge zu Feierlichkeiten ein und ließ sie anschließend einsperren; beide verhungerten im Kerker. Märta wird sogar als die Urheberin dieses Komplotts dargestellt. Der Erikskrönikan zufolge habe sie gemeinsam mit dem Hofbeamten Johan Brunkow die Gefangennahme der Herzöge veranlasst; laut der Utrechter Chronik hingegen habe sie Birger in diesem Sinn gemeinsam mit ihrem Bruder, dem dänischen König, beeinflusst. Die Erikskrönikan schildert, dass sie ihren Schwägern beim Empfang versichert habe, ihnen gewogen zu sein. Bei der Beschreibung ihrer Teilnahme an den Festlichkeiten führt die Chronik aus: „Alle tanzten den ganzen Weg von innen nach draußen, die Königin sah nie zuvor so glücklich aus“. Ihre gute Laune wurde als grausames Zeichen der Erregung angesehen, da sie wusste, dass durch die Gefangennahme der Herzöge inmitten des Festes die Möglichkeit zur Rache kommen werde.
Die von Witwen der beiden ermordeten Herzöge aufgestellten Truppen besiegten aber bereits 1318 die königlichen Streitkräfte. Das schwedische Königspaar floh daraufhin mit seinen jüngeren Kindern nach Gotland und Ende des Jahres auf die dänische Insel Seeland, während der Thronfolger Magnus Birgersson gefangen genommen wurde. Ein kleiner Sohn des zu Tode gekommenen Herzogs Erik wurde als Magnus II. auf den schwedischen Thron gesetzt.

## Exil

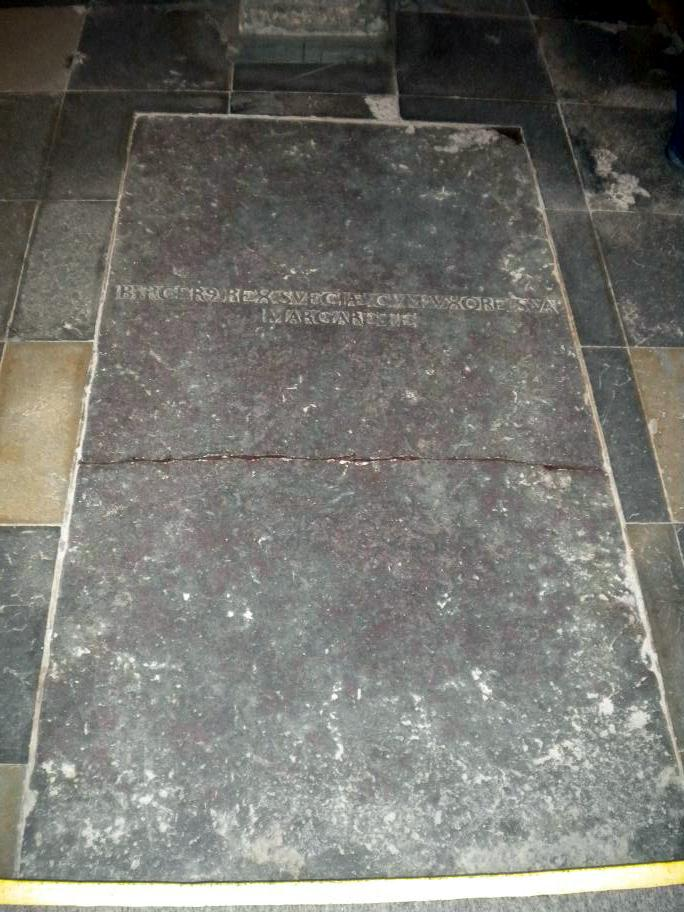
Margarets und Birgers Grab in Ringsted

Am 4. September 1318 schenkte König Erik VI. seiner Schwester Märta zur Sicherung ihres Einkommens das Gut Hjarup in Jütland. Nach Eriks Tod am 13. November 1319 folgte ihm sein jüngerer Bruder Christoph II. auf den Thron. Zu diesem hatte Märta laut der Erikskrönikan kein gutes Verhältnis. Dennoch übertrug Christoph II. seiner Schwester und ihrem Gatten Birger das Gut Spegerborg bei Skælskør auf Seeland mit zwei Gemeinden.
Im Oktober 1320 wurde Märtas ältester Sohn Magnus in Stockholm hingerichtet, um weitere Kämpfe um den Thron zu verhindern. Ihr zweiter Sohn Erik war zum Geistlichen bestimmt worden und bereits 1319 im Exil gestorben. Ende Mai 1321 wurde sie Witwe. Sie musste 1326 König Christoph II. ins Exil nach Deutschland begleiten und konnte mit ihm erst drei Jahre später zurückkehren. Zu diesem Zeitpunkt, 1329, erhielt sie die Zusicherung der Rückerstattung ihres Besitzes. Im August 1332 starb Christoph II., woraufhin in Dänemark ein achtjähriges Interregnum eintrat. Für die nachfolgende Zeit ist über Märta nichts weiter bekannt, als dass sie ihre letzten Lebensjahre als Nonne im Benediktinerkloster Sankt Peter in Næstved auf Seeland verbrachte. Sie erlebte noch, dass ihr Neffe Waldemar IV. im Juni 1340 den dänischen Königsthron bestieg. 1341 starb sie und wurde gemeinsam mit Birger in der  St.-Bendts-Kirche in Ringsted beigesetzt. Ihr dortiger Grabstein stammt wohl aus dem Jahr 1582. Während über ihre jüngere Tochter Katharina nichts bekannt ist, wird über ihre ältere Tochter Agnes berichtet, dass König Waldemar IV. 1344 dem im Norden Seelands gelegenen Nonnenkloster Slangerup Ländereien für ihren Unterhalt schenkte.

## Nachkommen
- Magnus (1300–1320)
- Erik († 1319), Archidiakon von Uppsala, starb im Exil
- Agnes († nach 1344)
- Katharina († nach 1320)